# Карабобо
Карабо̀бо (на испански: Carabobo) е един от 23-те щата на южноамериканската държава Венецуела. Намира се в северната част на страната. Общата му площ е 4650 км², а населението е 2 494 810 жители (по изчисления за юни 2017 г.). Основан е през 1864 г.